# L'avaro (Gabriele Lavia)
L'Avaro è uno spettacolo teatrale diretto e interpretato da Gabriele Lavia. Tratto dal testo originale L'avaro di Molière e tradotto da Cesare Garboli. Messo in scena per la prima volta nel 2003, in una tournée protrattasi tutto il 2004, ha ricevuto critiche entusiastiche  e numerosi riconoscimenti quali il premio per il miglior spettacolo e la miglior regia agli Olimpici del Teatro nel 2004.